# Zatrephes cruciata
Zatrephes cruciata är en fjärilsart som beskrevs av Rothschild 1909. Zatrephes cruciata ingår i släktet Zatrephes och familjen björnspinnare. Inga underarter finns listade i Catalogue of Life.